# Christendom en homoseksualiteit
De verhouding tussen christendom en homoseksualiteit wordt op verschillende wijze gestalte gegeven. Bijbelteksten en standpunten van de katholieke en protestantse geloofsrichtingen bieden een waaier van mogelijke houdingen. Veel traditionele christenen zien homoseksualiteit, als belevening van seksuele gerichtheid, niet als evenwaardig ten opzichte van heteroseksualiteit. Tegelijk zijn er ook veel christenen die homoseksuele relaties als volledig gelijkwaardig beschouwen aan heteroseksuele relaties.
Alice von Hildebrand, een conservatieve katholieke theologe en filosofe zei dat homosexualiteit "een ernstige belediging voor God vormt en grote morele schade toebrengt aan de personen die zich eraan schuldig maken", en betoogde dat mensen met "homoseksuele neigingen" celibaat zouden moeten beoefenen.

## Bijbelteksten
Christenen en joden die homoseksualiteit afwijzen, doen dit vaak vanuit een Bijbelse interpretatie dat God de mens als man en vrouw heeft geschapen en dat alleen deze beide binnen het huwelijk seksuele gemeenschap met elkaar mogen hebben ("tot één vlees worden"/"één lichaam zijn"), bijvoorbeeld Genesis 2:24, Matteüs 19:(4-)6 of Efeziërs 5:31. In de Bijbel staan enkele passages die homoseksueel gedrag uitdrukkelijk verbieden of hekelen. Over de interpretatie van deze teksten en hun toepasbaarheid voor de moderne mens bestaat veel onenigheid. De voornaamste discussiepunten zijn:
- Wat staat er precies in de bewuste Bijbelteksten? (vertaling)
- Wat wordt er met deze bewuste Bijbelteksten bedoeld? (exegese)
- Wat betekenen deze bijbelteksten voor vandaag? (hermeneutiek)
- Hoe verhouden verschillende Bijbelteksten zich tot de elkaar?

### Genesis 18 en 19
In Genesis 19 staat beschreven hoe de mannen uit de stad Sodom de twee gasten van Lot wilden verkrachten. Volgens sommige theorieën zou de ondergang van de Oudtestamentische steden Sodom en Gomorra uit de tijd van aartsvader Abraham mede te wijten zijn geweest aan homoseksuele activiteiten ('sodomie') van de stedelingen aldaar. Volgens andere theorieën was de voorgenomen 'sodomie' een plan tot groepsverkrachting en bestond het echte kwaad van Sodom in de grove schending van het gastrecht. Deze bijbeltekst speelt vandaag de dag nauwelijks nog een rol in de discussie, ook niet bij orthodoxe protestanten. Zo acht ook hoogleraar in de christelijke ethiek Ad de Bruijne deze passage niet van toepassing in het gesprek over de Bijbel en homoseksualiteit.

### Leviticus 18 en 20
In het bijbelboek Leviticus van de Hebreeuwse Bijbel wordt het mannen verboden met andere mannen "het bed te delen zoals met een vrouw". Er wordt de doodstraf op gesteld (over vrouwen wordt niet gesproken).

Je mag niet het bed delen met een man zoals met een vrouw, dat is gruwelijk.
— Leviticus 18:22 NBV

Wie met een man het bed deelt als met een vrouw, begaat een gruweldaad. Beiden moeten ter dood gebracht worden en hebben hun dood aan zichzelf te wijten.
— Leviticus 20:13

Wat precies verstaan moet worden onder "het bed delen zoals met een vrouw", laat de tekst in het midden. De tekst spreekt over seks tussen mannen in het algemeen, er wordt geen verschil gemaakt tussen 'actieve' of 'passieve' anale seks. Homoseksualiteit wordt in deze teksten even zwaar veroordeeld als verschillende algemene (heteroseksuele) zonden.
Sommige wetenschappers denken dat de tekst geen algemeen verbod op seks tussen mannen stelt, maar alleen tussen mannen die nauwe verwanten van elkaar zijn (een incestverbod dus). Dit baseren ze onder meer op het feit dat vrijwel alle andere wetten in hoofdstuk 18 en 20 over ongeloorloofde seks tussen familieleden gaat en vers 18:6 dat ook lijkt te benadrukken, dan wel het algemene doel van hoofdstuk 18 samen te vatten: 'Niemand zal naderen tot zijn naaste bloedverwant, om de schaamte te ontbloten' (NGB51); 'Niemand van jullie mag de eer van een naaste bloedverwant aantasten.' (NBV21). Bovendien gaan alle wetten over met welke specifieke vrouw een man geen seks mag hebben. Verzen 18:22 en 20:13 wijzen echter niet op een specifieke man, ze zeggen slechts 'niet met een man'. Alleen de wetten omtrent bestialiteit (Leviticus 18:23 en 20:16) gebruiken het woord כֹּל kol ("enig(e)" of "eender welk(e)"), hetgeen leidt tot de vertalingen 'met geen enkel dier' (18:23 NGB51) en 'tot enig dier' (20:16 NGB51). Aangezien verzen 18:22 en 20:13 het woord כֹּל kol niet hanteren (wat de auteur had kunnen doen, maar blijkbaar niet heeft gedaan), zodat er niet zoiets staat als 'met geen enkele man', zou het volgens Bruce Wells (2020) kunnen betekenen dat seks tussen mannen niet categorisch is verboden, alleen tussen bepaalde mannen. Wellicht worden slechts mannelijke familieleden bedoeld, aangezien daar alle andere wetten van beide hoofdstukken over lijken te gaan (met uitzondering van die over dieren). David Tabb Stewart (2000) betoogde dat verzen 18:22 en 20:13 in feite samenvatten dat alle eerder vermelde wetten met betrekking tot vrouwelijke verwanten van de geadresseerde ook gelden voor zijn mannelijke verwanten: dat wat je met de genoemde vrouwelijke familieleden niet mag doen, mag je ook niet met de equivalente mannelijke familieleden doen.
Daarnaast zijn er wetenschappers die van mening zijn dat deze verboden uit Leviticus waarschijnlijk bedoeld zijn als verbod op homoseksuele tempelprostitutie. Andere wetenschappers (zoals Preston Sprinkle en Ad de Bruijne) gaan hier tegenin door te beweren dat er veel te weinig bewijzen zijn voor de aanwezigheid van homoseksuele tempelprostitutie in Israël en dit dus niet de context en bedoeling van deze verboden kan zijn. Of zoals Ad de Bruijne schreef: 'of tempelprostitutie bestaan heeft, bleek in vakkringen inmiddels breed betwijfeld te worden'.
Zowel 18:22 als 20:13 beweren dat het "gruwelijk" is en daarom verboden; 20:13 verbindt daar de doodstraf voor beide mannen aan als gevolg. 20:13 staat in hoofdstuk 20, waar homoseksualiteit is opgenomen in een lange lijst van godslasterlijke en seksuele doodzonden (waaronder ook overspel, incest, seks tijdens de menstruatie of seks met dieren).
Tot slot kan bij geboden uit het Oude Testament de vraag gesteld in hoeverre deze geboden gezaghebbend zijn voor christenen. Zij hebben naast het Oude Testament ook het Nieuwe Testament en Christus heeft immers de wet vervuld.

### Romeinen 1
In de brief aan de Romeinen wordt homoseksualiteit gehekeld, en wordt gezegd dat wie het doet "de dood verdient". Paulus schreef de brief toen keizer Nero aan de macht was en er in Rome al een grote christelijke gemeenschap leefde. In de eerste hoofdstukken van zijn brief betoogt Paulus dat de hele mensheid onder het juk van de zonde leeft, waaruit alleen het geloof de mens kan redden. De bewuste verzen maken deel uit van een opsomming van de dwaasheden van de heidenen.

Daarom heeft God hen uitgeleverd aan onterende verlangens. De vrouwen hebben de natuurlijke omgang verruild voor de tegennatuurlijke, en ook de mannen hebben de natuurlijke omgang met vrouwen losgelaten en zijn in hartstocht voor elkaar ontbrand. Mannen plegen ontucht met mannen; zo worden ze ervoor gestraft dat ze van God zijn afgedwaald. (...) En hoewel ze het vonnis van God kennen en weten dat mensen die dergelijke dingen doen de dood verdienen, doen ze dit alles toch. Sterker nog, ze juichen het zelfs toe dat anderen het ook doen.
— Romeinen 1:26-27, 32

 Met andere woorden, homoseksuele handelingen vormen een straf van God voor de ongelovigheid van de heidenen. Dat God de ongelovige heidenen uitlevert aan onterende verlangens betekent dat Hij ze niet tegenhoudt om zich door hun driften te laten leiden (Romeinen 1:27A). Sommige theologen wijzen op het geduld van God, die mensen een kans geeft om zich vrijwillig ervan af te keren en het onderwijs van Jezus te gaan naleven. Alle zonde verdient de doodstraf en niet alleen seksuele zonden (Romeinen 1:32A). Later stelt Paulus dat niemand rechtvaardig en zonder zonde is (Rom. 3:23). Het navolgen van Christus is en blijft altijd een uitnodiging en mag nooit worden afgedwongen. Bovendien behoort elke volgeling van Christus nederig en zachtmoedig zoals Hij te zijn en dus niet bepaalde zonden breed uit te meten en eigen zonden te bagatelliseren.

### Homoseksuele prostitutie
In de nieuwtestamentische brieven 1 Korintiërs en 1 Timoteüs wordt specifiek de praktijk van homoseksuele prostitutie veroordeeld. Oudtestamentische verwijzingen in Deuteronomium en 1 Koningen zijn minder duidelijk, omdat die gaan over tempelprostitutie (een in veel "heidense" culturen voorkomend verschijnsel) waarbij het ook om vrouwelijke prostituees met (exclusief) mannelijke klanten kan gaan en ze de mogelijkheid open houden dat mannelijke tempelprostitués ook vrouwen als klanten hadden. Binnen de meeste kerken spelen de bijbelteksten over homoseksuele prostitutie echter geen rol in de discussie over homoseksualiteit.

#### Deuteronomium 23:18
Dit vers wordt zeer verschillend vertaald. Een vergelijking:

U mag geen hoerenloon of hondengeld in het huis van de HEERE, uw God, brengen ter inlossing van welke gelofte dan ook, want die zijn beide een gruwel voor de HEERE, uw God.
— Deuteronomium 23:18 HSV

Geen enkel Israëlitisch meisje mag als hoer bij een tempel zitten en geen enkele Israëlitische jongen als schandknaap.
— Deuteronomium 23:18 NBV

Israëlieten, of het nu vrouwen of mannen zijn, mogen in de heiligdommen geen prostitutie bedrijven.
— Deuteronomium 23:18 GNB

Meer letterlijke Bijbelvertalingen zoals de Herziene Statenvertaling (HST 2010) zeggen dat men "geen hoerenloon of hondengeld in het huis van de HEERE" mag brengen. Het woord "hondengeld" (וּמְחִ֣יר כֶּ֗לֶב umehir keleb) kan dan, in verband met "hoerenloon", vanwege een culturele connotatie van homoseksualiteit met de hondjeshouding, worden opgevat als de betaling die een man doet die seks heeft met een mannelijke tempelprostitué, hetgeen JHWH "een gruwel" vindt. Vertalingen die beeldspraak pogen om te zetten naar begrijpelijkere taal zoals de Nieuwe Bijbelvertaling (NBV 2004) en de Groot Nieuws Bijbel (GNB 1996) vertalen dit als dat Israëlieten geen "schandknaap" respectievelijk "(mannelijke) prostitué" mogen zijn bij een tempel. Volgens de NBV verwijst "hondengeld" duidelijk naar homoseksuele prostitutie door dit met het woord "schandknaap" te vertalen; de GNB houdt de mogelijkheid open dat deze tempelprostitués ook vrouwelijke klanten hebben. Wat echter duidelijk wordt in alle vertalingen is dat prostitutie onder zowel vrouwen als mannen wordt veroordeeld.

#### 1 Koningen 15:11-12
Net zoals zijn voorvader David deed Asa wat goed is in de ogen van de HEER. Hij joeg de mannen die tempelprostitutie bedreven het land uit en verwijderde alle godenbeelden die zijn voorouders hadden gemaakt.
— 1 Koningen 15:11-12 NBV

In dit geval is het de koning van Juda die "Gods wil" uitvoerde en alle mannen uit zijn land verjoeg die deden aan tempelprostitutie. Het is echter niet geheel duidelijk of deze mannelijke tempelprostitués louter mannelijke klanten hadden. Wel is duidelijk dat specifiek mannelijke tempelprostitués worden geviseerd en vrouwelijke niet; kennelijk hadden ze een verschillende mate van acceptatie.

#### 1 Korintiërs 6:9-10
Weet u niet dat wie onrecht doet geen deel zal hebben aan het koninkrijk van God? Vergis u niet. Ontuchtplegers noch afgodendienaars, overspeligen, schandknapen noch knapenschenders, dieven noch geldwolven, dronkaards, lasteraars noch uitbuiters zullen deel hebben aan het koninkrijk van God.
— 1 Korintiërs 6:9-10 NBV

Of weet u niet dat onrechtvaardigen het Koninkrijk van God niet zullen beërven? Dwaal niet! Ontuchtplegers, afgodendienaars, overspelers, schandknapen, mannen die met mannen slapen, dieven, hebzuchtigen, dronkaards, lasteraars en rovers zullen het Koninkrijk van God niet beërven.
— 1 Korintiërs 6:9-10 HSV

Volgens sommige wetenschappers dreigde de apostel Paulus dat mannelijke prostitués (μαλακοὶ, "schandknapen") en hun klanten (ἀρσενοκοῖται, "knapenschenders") geen deel zullen hebben aan het koninkrijk van God omdat zij "onrecht doen", waarbij God zelf de straf lijkt te zullen uitvoeren op een zeker tijdstip in de toekomst. Deze uitleg rust op de vertaling van μαλακοὶ als "schandknapen" en ἀρσενοκοῖται als "knapenschenders". Hoewel het woord "knapenschenders" niet per se verwijst naar betaalde seks, wordt het - door sommigen - er in dit verband wel mee geassocieerd omdat het direct wordt voorafgegaan door het woord "schandknapen". Verder worden naast "knapenschenders" ook "ontuchtplegers" (πόρνοις; in andere vertalingen "hoereerders" (NBG 1951, Jongbloededitie) of "hoerenlopers" (Willibrordvertaling) genoemd) veroordeeld, terwijl dit niet geldt voor de vrouwelijke prostituees, die daarmee kennelijk in een andere categorie vallen dan "schandknapen".
Anderen zijn van mening dat μαλακοὶ moet worden vertaald met "schandknapen" en ἀρσενοκοῖται met "mannen die met mannen slapen" (zoals in de Herziene Statenvertaling). Het woord μαλακοὶ betekent eenvoudig 'zacht' of 'teer'. Het wordt bijvoorbeeld gebruikt om 'zachte' kleding mee te beschrijven (Matteüs 11:8). In de context van 1 Korinthe 6 beschrijft het woord een bepaald type mens, waaraan een zondige daad is verbonden. Het woord ἀρσενοκοῖται is een samenvoeging van de woorden ἀρσεν en κοῖτε. Het eerste verwijst simpelweg naar 'mannelijk' en het tweede naar 'bed' of naar 'slapen met'. Voor pederastie of hoerenlopers waren andere en bekende Griekse woorden in de omloop. Het is heel goed mogelijk dat Paulus dacht aan (de Griekse vertaling van) Leviticus 18:22 en Leviticus 20:13 en daar zelf het woord ἀρσενοκοῖται uit vormde. Hierdoor zijn sommige wetenschappers van mening dat Paulus schrijft over homoseksualiteit in het algemeen en niet slechts over onderdrukkende of betaalde homoseksualiteit.

#### 1 Timoteüs 1:9-10
We weten ook dat de wet er niet is voor de rechtvaardige, maar voor wie zich aan wet of gezag niet stoort, voor goddelozen en zondaars, die alles wat heilig is verachten en ontwijden, die hun eigen vader of moeder doden, voor moordenaars, ontuchtplegers, knapenschenders, slavenhandelaars, leugenaars en plegers van meineed.
— 1 Timoteüs 1:9-10 NBV

In de eerste brief aan Timotheüs gebruikt Paulus opnieuw het woord ἀρσενοκοῖται, wat vaak vertaald wordt met 'knapenschenders' of 'mannen die bij mannen liggen'. In dit geval worden prostitué(e)s geheel niet genoemd; wel "ontuchtplegers" (πόρνοις; in andere vertalingen: "hoereerders"). Het woord "ontuchtplegers" wordt direct gevolgd door "knapenschenders" of "mannen die met mannen slapen/bij mannen liggen"). Dit betekent niet per se dat het ook bij "knapenschenders" om betaalde seks gaat. De veroordeling is in dit geval jegens "wie zich aan wet of gezag niet stoort, [zij] die alles wat heilig is verachten en ontwijden", maar noemt geen straf voor overtredingen van de wet.

### Vrouwelijke homoseksualiteit
Weliswaar wordt seks tussen mannen verboden, maar seks tussen vrouwen wordt in de Bijbel op slechts één plaats genoemd, namelijk in Romeinen 1:26. In Efeziërs 5:22-24 wordt de man als het hoofd van de vrouw beschouwd en daarom wordt in allerlei bepalingen alleen de man genoemd.

## Rooms-Katholieke Kerk
De Katholieke Kerk maakt een duidelijk onderscheid tussen seksuele geaardheid en seksualiteit, het seksueel beleven van seksuele geaardheid. Ze leert dat:
- men veel respect, begrip en fijngevoeligheid moet hebben ten opzichte van homoseksueel geaarde mensen
- men homoseksuelen niet onrechtmatig mag discrimineren
- homoseksuele daden intrinsiek ongeordend zijn, in strijd met de natuurwet en de seksualiteit afsluiten voor de gave van het leven. Daarom keurt ze die af en vraagt dat homoseksueel geaarde mensen in kuisheid leven.[22]

Ze baseert zich hiervoor op de Bijbel (Genesis 1:26-28, Genesis 19:1-29, Leviticus 18:22-25, Leviticus 20:13, Romeinen 1:24-27, 1 Korintiërs 6:9-10, 1 Timoteüs 1:10 en Judas 1:7,) de traditie en delen uit het natuurrecht.
Volgens de Katholieke Kerk hebben kinderen het recht op een gehuwde vader en moeder. Paus Benedictus XVI bevestigde dit in een boodschap aan een conferentie georganiseerd door de Pauselijke Raad voor het Gezin in Latijns-Amerika: "Kinderen hebben het recht geboren te worden en op te groeien in een op het huwelijk gefundeerd gezin, het is een natuurlijk instituut dat tot het erfgoed van de mensheid behoort."
Volgens de paus worden de identiteit en de missie van het gezin door onrechtvaardige wetten ondermijnd. Hij verwees daarmee naar de landen die het huwelijk hebben opengesteld voor homoparen en de landen waar, zoals in Engeland in 2005, een speciaal partnerschap voor homo’s werd ingevoerd.
De Duitse bisschoppenconferentie liet in december 2019 in een persbericht weten: "homoseksualiteit is een normale uiting van de menselijke seksualiteit, kan niet worden gewijzigd of genezen en daarom mogen homo's en lesbiennes ook niet gediscrimineerd worden." Dit standpunt was een uitkomst van een studiebijeenkomst over seksualiteit en relatievorming in februari 2020, die onderdeel was van het hervormingsproces Synodale Weg.
Een peiling in 2017 toonde dat 83% van de Belgische katholieken voorstander was van het wettelijk homohuwelijk en 10% tegenstander. In Nederland was 92% van de katholieken voorstander en 3% tegenstander. 95% van de Nederlandse katholieken zegt dat de maatschappij homoseksualiteit zou moeten aanvaarden.
In september 2022 kondigden de Vlaamse bisschoppen aan de pastorale zorg en begeleiding van homoseksuele personen structureel te zullen verankeren. Ze richten hiervoor het aanspreekpunt “Homoseksualiteit en geloof” op. Er komt ook een leidraad voor gebedsvieringen om homorelaties te zegenen.

## Oudkatholieke Kerk
De oudkatholieke Kerk neemt de positie in dat zij als kerk niet blind wil blijven voor de vraagstukken en cultuur van deze tijd. Na lang overleg is uiteindelijk in 2006 besloten om gelijkslachtige relaties in te zegenen. Dit is echter niet hetzelfde als het huwelijk, dat een sacrament is. Homoseksualiteit vormt geen barrière voor participatie in het kerkelijk leven of de wijding tot diaken, priester of bisschop. Er zijn echter momenteel nog geen openlijk homoseksuele bisschoppen in Nederland.

## Protestantisme
Binnen het protestantisme varieert de houding ten opzichte van homoseksualiteit van zeer afwijzend tot zeer open. Er zijn geen vastgelegde regels over hoe hiermee om te gaan zoals in de Rooms-Katholieke Kerk wel het geval is, meestal heeft ieder protestants kerkgenootschap en iedere protestantse persoon afzonderlijk hier zo zijn eigen visies op. Illustratief hiervoor was bijvoorbeeld de documentaire "Uit de schaduw", die in 2004 door de Evangelische Omroep werd uitgezonden op de Nederlandse televisie. In deze documentaire werden drie mannen enige tijd gevolgd die op zeer verschillende manieren omgingen met hun homoseksuele geaardheid, wat uiteindelijk leidde tot respectievelijk de keuze voor een homohuwelijk, het besluit om celibatair door het leven te gaan en het 'genezen' worden van deze geaardheid.
In Nederland worden anno 2006 homoseksuele relaties geaccepteerd binnen de Doopsgezinde Broederschap, de Remonstrantse Broederschap, de Nederlandse Protestantenbond en delen van de Protestantse Kerk in Nederland (PKN); daar wordt het beschouwd als een normaal fenomeen gelijkgesteld aan heteroseksuele relaties. Er is voor degenen die in het huwelijk willen treden ook de mogelijkheid om in de kerk zelf te trouwen. Een van de bekendste homoseksuele christenen binnen deze tak was de gelegenheidspredikant Jos Brink.

De synode van de Protestantse Kerk in Nederland (PKN) heeft in 2004 besloten dat plaatselijke kerkelijke gemeenten zelf mogen beslissen of ze twee homo's in het huwelijk willen bevestigen. In de ene gemeente ligt het gevoelig, bij de andere is het geen punt. Kerken uit deze laatste categorie belijden dan net als bij heterohuwelijken dat er blijdschap is in de hemel als twee mensenkinderen elkaar liefhebben en elkaar voor de rest van hun leven trouw beloven.

### Orthodox-protestantisme
Andere protestantse kerken en richtingen van (meer) orthodoxe signatuur, zowel van gereformeerde als van evangelische richtingen alsmede binnen de Protestantse Kerk in Nederland, hanteren over het algemeen de opvatting dat seksuele relaties tussen mensen van gelijk geslacht onaanvaardbaar zijn. Hun opvatting komt erop neer dat God de mens als man en vrouw heeft geschapen en dat er daarom alleen seksuele gemeenschap tussen deze twee binnen het huwelijk mag plaatsvinden. Bijbelteksten die homoseksualiteit afwijzen hanteren zij zodoende als norm (zie voor de betreffende Bijbelpassages de voetnoten). Als gevolg hiervan verwerpen zij  een seksuele relatie tussen mensen van gelijk geslacht. Velen menen dat homoseksuelen een (celibataire) levensstijl aan moeten nemen. Onder orthodoxe christenen is wel sprake van groeiende verlegenheid ten aanzien van deze materie. Opvattingen en praktijken variëren van plaats tot plaats en zijn afhankelijk van de kerkelijke denominatie of stroming.
Over de oorzaak van de homoseksuele geaardheid lopen de opvattingen onder deze orthodoxe groeperingen uiteen. Het grootste deel van de orthodox-protestantse christenen ziet homoseksualiteit als een gevolg van de zondeval, waarbij er geen persoonlijke verwijten worden gemaakt richting de betreffende persoon. 
Voor veel homo's en lesbiennes is het een verdrietige zaak wanneer hun homoseksualiteit wordt afgewezen. Tegelijk zijn er ook christelijke homoseksuelen die er zelf van overtuigd zijn dat het verkeerd is een seksuele relatie aan te gaan. Deze mensen hebben juist veel moeite met de positieve houding van diverse kerken jegens het praktiseren van homoseksualiteit.
De afgelopen jaren is het taboe op homoseksualiteit afgenomen binnen orthodox-protestantse kringen. In Nederland bleek dit uit het onderzoek Recht op Verschil van de Roosevelt Academy. Dit komt mede door het ontstaan van RefoAnders, een (inmiddels niet meer actieve) reformatorische homobelangenorganisatie, die overigens het hebben van een homoseksuele relatie afwijst. Andere orthodox christelijke organisaties in Nederland die zich met het onderwerp bezighouden, zijn Hart van Homo’s en Bijbelsberaad M/V. Dat het taboe minder wordt, betekent overigens niet dat er minder afwijzing is. Ook bleek uit het onderzoek dat acties van organisaties als het COC bij orthodox-protestanten averechts werken. Een dialoog ontstaat slechts uit basis van Bijbelse en culturele argumenten, ingebracht door personen uit de eigen kring, zoals de christelijke kranten en kerken en bijvoorbeeld familieleden van homoseksuelen.
In augustus 2013 presenteerden onderzoekers van de Amerikaanse christelijke Baylor Universiteit een rapport dat uitwees dat binnen evangelicale kringen in dat land een toename is te zien van het verdedigen van gelijke rechten voor homo's. Met name werd de groep 'gematigden' significant bevonden. Die term duidt christenen aan die zich in moreel opzicht tegen homoseksualiteit keren, maar wel vinden dat homoseksuelen gelijke rechten moeten hebben.
De organisatie Weerbaar in Seksualiteit (WiS) heeft het project Hart van Homo’s gestart. Dit project richt zich op jongeren (direct, en indirect via training van docenten) en gaat uit van acceptatie van homoseksuele gerichtheid, maar verwerping op christelijke gronden van seks met iemand van hetzelfde geslacht; wel aanvaardbaar in deze visie zijn, naar het voorbeeld van Jezus en zijn discipelen, intieme vriendschappen waarin weliswaar geen sprake is van seks, maar wel van liefde (dus van platonische liefde). De regering heeft in 2016 onder druk van de Tweede Kamer besloten de subsidie aan WiS per direct op te schorten, op de koop toe nemend dat dit voor wat betreft de al toegezegde subsidie juridisch aanvechtbaar is, omdat de subsidievoorwaarden niet zijn geschonden. In 2016 is het project Hart van Homo's voortgezet in een gelijknamige stichting.

## Bijzonder onderwijs in Nederland en de enkele-feitconstructie
Heden ten dage maken Nederlandse scholen in het bijzonder onderwijs bij de aanstelling van leraren vaak verschil tussen gevoelens en gedrag. Bij de totstandkoming van de wet, bij de parlementaire behandeling, is het punt van het enkele feit al expliciet aan de orde geweest. Het voorbeeld van een homoseksuele docent op een christelijke school is uitvoerig besproken.
Citaat van de toenmalige minister Ien Dales uit de Handelingen van de Tweede Kamer: Concreet gaat het om de vraag of een homoseksuele leraar of lerares, die niet mag worden afgewezen louter vanwege zijn homoseksualiteit, wel zou mogen worden afgewezen omdat hij een relatie heeft of met die relatie samenleeft. Ik wil hier geen misverstand over laten bestaan: Dat mag dus niet. Het enkele feit van de seksuele gerichtheid ziet op de gerichtheid van een persoon in seksuele gevoelens, liefdes-gevoelens, liefdesuitingen en -relaties. De homoseksuele leraar mag derhalve niet vanwege het hebben van een homoseksuele relatie worden afgewezen, ook niet als zou blijken dat hij met deze relatie samenleeft. Hetzelfde geldt overigens voor de heteroseksuele leraar.
De discussie gaat in de publiciteit over deze 'enkele feit'-constructie. In september 2010 werd een initiatiefwetsvoorstel ingediend van Van der Ham (D66), Van Miltenburg (VVD), Jasper van Dijk (SP), Klijnsma (PvdA) en Van Gent (GL) om deze constructie uit de wet te schrappen. Op 27 mei 2014 werd dit wetsvoorstel aangenomen door de Tweede Kamer.